# Kostel svatého Jana Křtitele a Panny Marie Karmelské
Kostel svatého Jana Křtitele a Panny Marie Karmelské je římskokatolický poutní a farní kostel u Smolotel v okrese Příbram ve Středočeském kraji. Nachází se na návrší zvaném Maková hora asi jeden kilometr jihovýchodně od vesnice. Kostel je chráněn jako kulturní památka.

## Historie

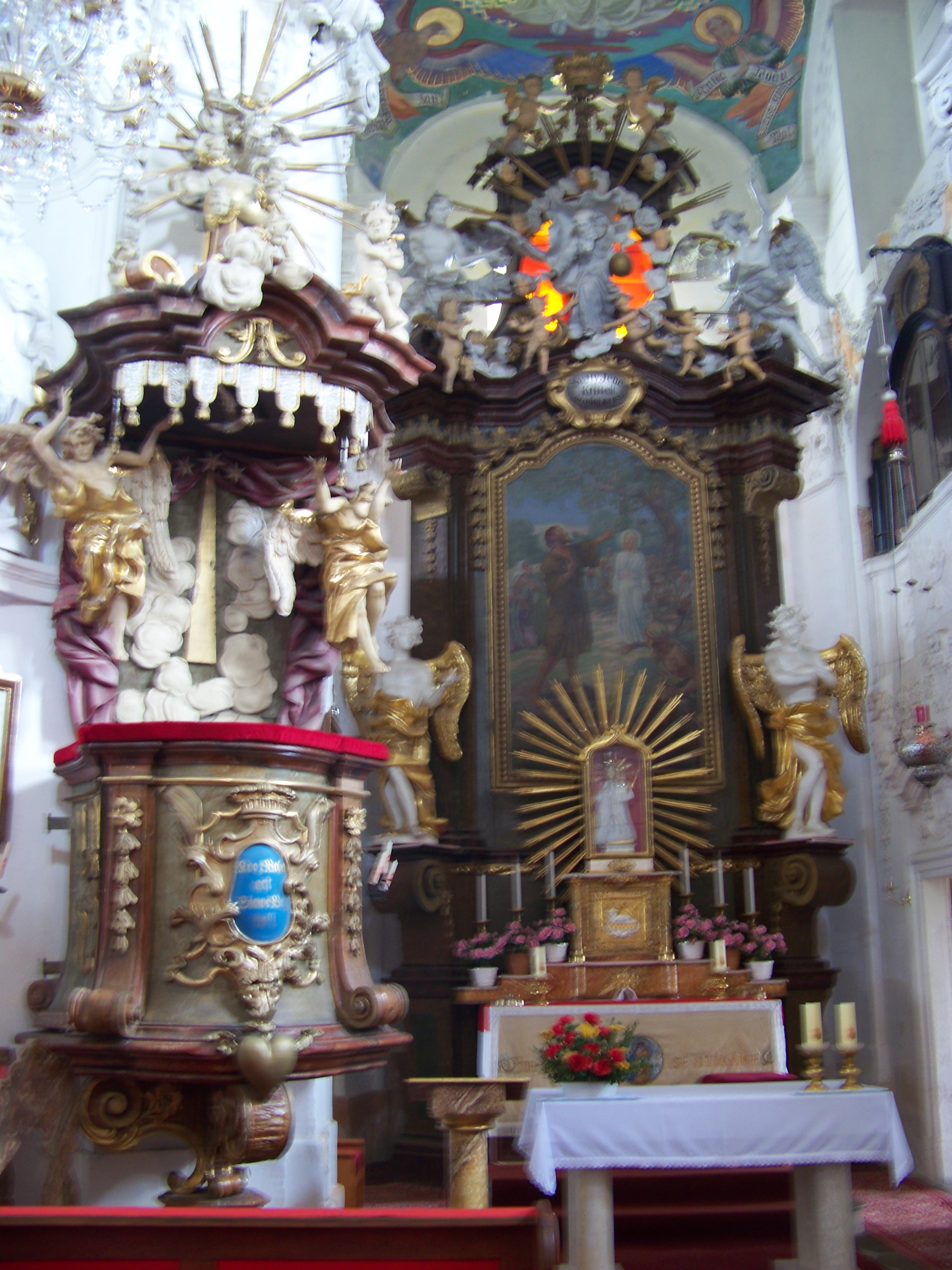
Hlavní oltář s kazatelnou

Kostel nechal v letech 1719–1722 postavit Jan Felix Chanovský z Dlouhé Vsi podle projektu architektka Carla Antonia Canevalleho, který jej mohl navrhnout za účasti Jana Blažeje Santiniho. Jako architekt bývá uváděn také Marco Antonio Canevalle. Hotový kostel vysvětil dne 5. října 1723 Jan Rudolf Špork. Zakladatel u kostela hodlal založit karmelitánský klášter, do něhož byli při vysvěcení uvedeni dva mniši, ale po jeho smrti se na výstavbu kláštera a vybudování ambitů nedostávalo peněz. Řeholníci proto Makovou horu opustili.
Okolo poloviny devatenáctého století byla ke kostelu vybudována, později zaniklá, křížová cesta. Během první světové války byly z kostela, s výjimkou nejmenšího z roku 1719, odvezeny zvony, ale varhany se podařilo zachovat. V průběhu druhé poloviny dvacátého století kostel chátral a postihlo jej také několik krádeží. Mimo jiné byly z kostela ukradeny vyřezávané sochy andělů a světců nejspíše od Jana Oldřicha Mayera. Opravy začaly až po roce 1993. V roce 2002 je završilo umístění zrenovované sochy Panny Marie Neposkvrněné na vrchol štítu a kopie sošky Panny Marie Škapulířové na hlavní oltář.
V roce 1760 byla u kostela zřízena expozitura, v roce 1857 lokálie a od roku 1868 farnost Maková – Smolotely. Ta byla v období od 1. června 1993 do 31. prosince 2012 začleněna do českobudějovické diecéze a poté se opět stala součástí příbramského vikariátu pražské arcidiecézi.

## Stavební podoba
Hlavní loď kostela má elipsový půdorys s rozměry 9,3 × 7,12 metru. K ní na západě přiléhá přístavek (7,12 × 5,6 metru) s kruchtou. Boky přístavku s lodí svírají dvojici šikmo orientovaných čtverhranných věží. Věže mají nároží zdobená pilastry a svou výškou nepřevyšují štít. Na východě je k lodi připojen další přístavek s presbytářem, jehož rozměry jsou včetně síly zdí 7,2 × 6,9 metru. K němu na severu přiléhá oratoř a na jihu sakristie. Zdivem sevřeným hlavní lodí a přístavky vedou točitá schodiště. Loď je zastřešena kupolí pokrytou šindely. Její boční strany člení vždy dvojice oken umístěných nad sebou. Spodní je zakončené stlačeným segmentem, zatímco horní půlkruhem.

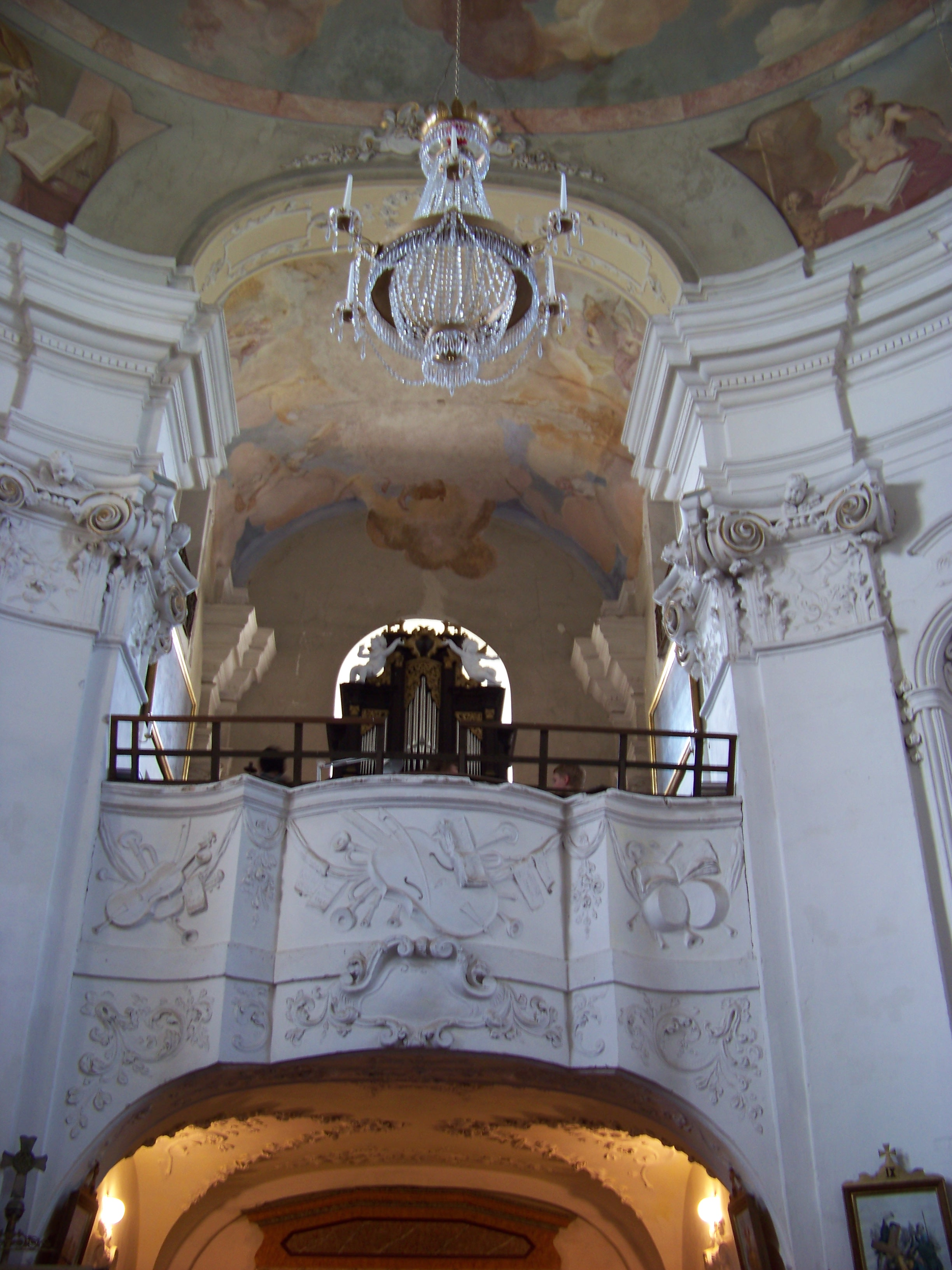
Kruchta

Hlavní průčelí je členěné sdruženými pilastry s římskovými hlavicemi, které nesou mohutnou atiku zakončenou vysedlou římsou. Nad římsou se zdvihá štít s postranními pilastry, které podpírají bohatě profilovanou římsu vytvarovanou do podoby stlačeného oblouku. Na jeho vrcholu stojí socha Panny Marie. Vchod do kostela je mezi pilastry. Nad ním se nachází segmentem zakončené okno, nad kterým je umístěn erb Chanovských z Dlouhé Vsi.
Interiér je rokokový. Stěny hlavní lodi člení pilastry, které nesou plackovou klenbu zdobenou rokokovými malbami. Ve zdech lodi jsou výklenky, ve kterých bývaly umístěny sochy svatého Václava, svaté Ludmily, svatého Norberta a svatého Jana Nepomuckého. Plackové klenby jsou použity i v presbytáři a kruchtě, jejíž zděné zábradlí zdobí štukové skupiny hudebních nástrojů. Nad vchody do oratoře a sakristie jsou prohnuté římsy s kartušemi a nad nimi plastické festony držené anděly.
Hlavní oltář je dřevěný, panelový z doby okolo roku 1725. Po stranách stojí sochy andělů, mezi nimiž se nachází mladší obraz Kázání svatého Jana Křtitele. Dvojice bočních oltářů je zasvěcena Panně Marii a svaté Anně. Od těchto portálových sloupcových oltářů se odlišuje baldachýnový oltář svatého Jana Nepomuckého. Všechny tři jsou z doby okolo roku 1730.